# Mashya e Mashyana
Secondo la cosmogonia zoroastriana Mashya e Mashyana furono il primo uomo e la prima donna, progenitori del genere umano.
I nomi avestici sono mašya e mašyane, ma la forma può varirare da manoscritto a manoscritto: mašya può presentarsi mashiia, maš´iia, mašiiai (o altre varianti).
Secondo il mito della creazione descritto nel Bundahishn, la sesta creazione di Ohrmuzd (Ahura Mazdā) fu l'essere primordiale Gayomart (Gayormarhtan), né maschio né femmina. Ahriman (Angra Mainyu), lo Spirito del Male che dimora nell'Assoluta Oscurità, cercò di distruggere tutto ciò che Ohrmuzd aveva creato. Mandò la demonessa Jeh (Jahi) ad uccidere Gayomart e ci riuscì. Però prima che la creatura morisse, la Luna (Mah) prese il suo seme, da cui scaturirono tutti gli animali. Dal cadavere di Gayomart crebbe un albero, i cui semi furono l'origine di tutte le piante, e dai suoi rami crebbero Mashya e Mashyana.
Entrambi promisero di aiutare Ohrmuzd nella sua battaglia contro Ahriman e diedero vita a quindici coppie di gemelli che si sparpagliarono per tutto il mondo originando i vari popoli.